# Affaire de Voronej

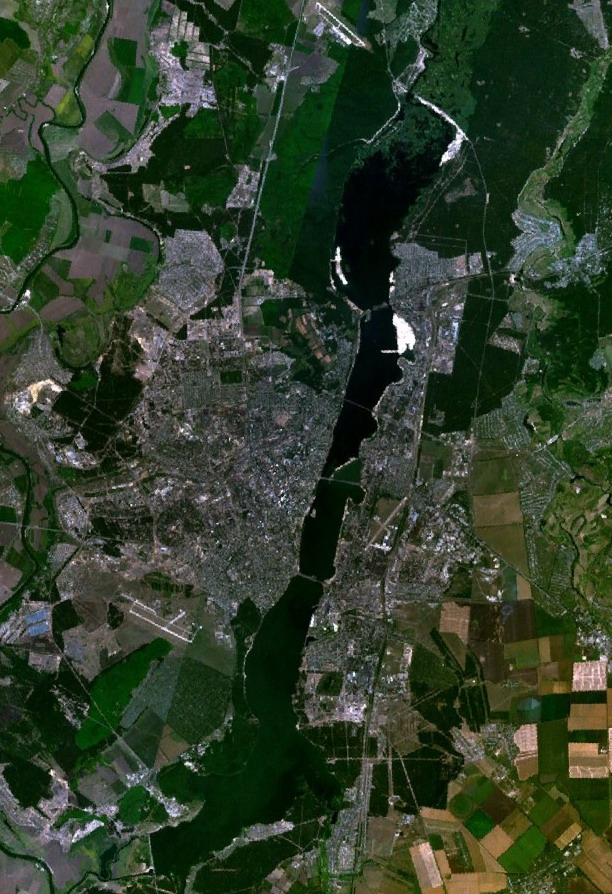
Image satellite de Voronej

L´affaire de Voronej est une prétendue vision d'un ovni et d'une créature extraterrestre à Voronej, Russie, rapportée par plusieurs témoins, dont un groupe d'enfants et quelques autres habitants de la cité, le 27 septembre 1989.

## Rapports
Selon l'Agence télégraphique de l'Union soviétique (TASS), un groupe d'enfants aperçoit soudainement un ovni se posant sur un parc près d'eux. Puis, un robot et une horrifiante créature extraterrestre avec trois yeux apparaissent, tandis que cette dernière « enlève » l'un des enfants en le visant avec une arme ressemblant à une torche dont la « lumière » le fait disparaître sans trace. Toutefois il reparaît après environ cinq minutes et finalement, la créature et le robot pénètrent dans l'ovni et partent du lieu,.
L'ovni a été aussi vu par quelques autres témoins près du parc, parmi eux un policier, mais les enfants sont les seuls qui affirment avoir aperçu l'être extraterrestre. Contrairement à d'autres récits d'enlèvement par les extraterrestres aux États-Unis, l'extraterrestre serait apolitique et il ne parlait même pas aux témoins. En outre, ce cas a suscité plusieurs autres visions d'ovnis et un rapporteur de Komsomolskaïa Pravda, un quotidien russe de format tabloïd, affirmait avoir fait une interview avec des extraterrestres originaires d'une « étoile rouge ». Il est toutefois avancé que ce cas serait un canular ou que les rapports ont été exagérés et dramatisés par la TASS en réponse à des rapports similaires aux États-Unis.